# Luis Omar Page
El Comandante Luis Omar Page Rivera (Talca, 15 de noviembre de 1889-Santiago de Chile, 18 de junio de 1956) fue un militar y aviador chileno.

## Primeros años
Hijo de Ester Rivera Rotter y Alfred Page F. realizó los estudios iniciales en su ciudad natal: Talca, continuó los mismos en Valparaíso y posteriormente formó parte de la escuela de Artes y Oficios en Santiago.

## Entrenamiento
Realizó  el servicio militar en el batallón de Ingenieros de Puente Alto durante 1909.
Junto a los hermanos Copetta aprende sus primeros pasos como piloto en 1911 mientras cumplía con sus obligaciones militares.
En 17 de marzo de 1913 se presenta en la Escuela Militar de Aeronáutica para rendir exámenes, estos exámenes se realizaban por primera vez en el país.

## Hazañas
Durante su amplia carrera realizó múltiples hazañas entre las que podemos citar:
- Primer suboficial del ejército, en obtener título de piloto.
- Primer vuelo nocturno con público en Chile,[2][3][4] 27 de febrero de 1914.
- Primer vuelo en la ciudad chilena de Punta Arenas, Magallanes, en la noche del 23 de agosto de 1914.
- Primer vuelo con aeroplano en Bolivia,[5] 31 de julio de 1915.